# كيث بيترز
كيث بيترز (بالإنجليزية: Keith Peters)‏ (19 يوليو 1915 - 1989) هو لاعب كرة قدم بريطاني (وحمل سابقاً جنسية المملكة المتحدة لبريطانيا العظمى وأيرلندا) في مركز الدفاع. لعب مع نادي ليفربول.